# ليزلي إتش غيلب
ليزلي إتش غيلب (بالإنجليزية: Leslie H. Gelb)‏ هو عالم سياسة وصحفي أمريكي، ولد في 4 مارس 1937 في نيو روتشيل في الولايات المتحدة، وتوفي في 31 أغسطس 2019 في نيويورك في الولايات المتحدة.

## وصلات خارجية
- ليزلي إتش غيلب على موقع IMDb (الإنجليزية)
- ليزلي إتش غيلب على موقع إن إن دي بي (الإنجليزية)
- ليزلي إتش غيلب على موقع كينوبويسك (الروسية)